# 颜邵
颜邵（？—426年），南朝宋官员，琅邪郡臨沂县人，曾祖父东晋右光禄大夫顏含，祖父颜髦，父颜綸，从弟顏延之。
永初三年（422年），谢晦担任領軍将軍，颜邵为其麾下領軍司馬。景平二年（424年）謝晦计划废黜宋少帝、立宋文帝時，颜邵参謀事務。同年（元嘉元年），謝晦出为撫軍将軍、荊州刺史，到江陵赴任，颜邵请为谘议参军，领录事，撫軍府事務全部委任于他。謝晦预见謝晦有禍难，恐怕伤及自身，于是请求出任竟陵郡太守。他还没有赴郡就任，謝晦就被宋文帝派官軍討伐，颜邵于是饮药而死。

## 子
- 颜师伯
- 颜师仲（中書郎、晋陵郡太守）
- 颜师叔（司徒主簿、南康国相）